# Alternativa Sociale
Alternativa Sociale (AS) va ser una coalició política italiana liderada per Alessandra Mussolini, neta de Benito Mussolini.
Va estar formada principalment per Acció Social, escissió d'Aliança Nacional liderada per Alessandra Mussolini. En les eleccions al Parlament Europeu de 2004 va obtenir un eurodiputat; de cara a les eleccions regionals de 2005 la Flama Tricolor es va unir a la coalició, però la va abandonar mesos després.
La coalició va ser membre de la coalició la Casa de les Llibertats per a les eleccions legislatives italianes de 2006, sense aconseguir cap escó. A la fi d'eixe any Alternativa Social es va dissoldre, disgregant-se en Acció Social, Força Nova i el Movimento Idea Sociale.

## Resultats electorals

### Parlament italià
| Any  | Vots    | %   | Diputats | +/- | Vots    | %   | Senadors | +/- |
| ---- | ------- | --- | -------- | --- | ------- | --- | -------- | --- |
| 2006 | 255 410 | 0,7 | 0 / 630  | Nou | 214 617 | 0,6 | 0 / 315  | Nou |

### Eleccions europees
| Any  | Vots    | %   | Escons | +/- |
| ---- | ------- | --- | ------ | --- |
| 2004 | 398 036 | 1,2 | 1 / 81 | Nou |